# Daniel Elena
Daniel Elena (* 26. října 1972, Monako) je rallyový navigátor. Je současným spolujezdecem Sébastiena Loeba. Tato dvojice vyhrála World Rally Championship (WRC) devětkrát, a nyní jezdí s vozem Hyundai i20 WRC. 79 výher ve WRC (všechny s Loebem) dělají Elenu nejúspěšnějším navigátorem v historii WRC.

## Kariéra
Se závoděním začal Elena v roce 1997 jako navigátor Hervé Bernarda, ale hned příští sezónu vytvořili silnou dvojici s Loebem, když vyhráli Citröen Saxo Trophy v roce 1999 a Francouzskou štěrkovou rally o rok později.
V roce 2001 vyhráli mistrovství FIA Super 1600 s vozem Citröen Saxo, které se stává jasnou volbou pro tým Citroën WRC, ve kterém také provádí svůj první start ve stejném roce. Jejich první vítězství ve WRC se stává na Rally v Německu v roce 2002. Dokázali získat devět po sobě jdoucích WRC titulů v letech 2004–2012.
Loeb a Elena vyhráli na Elenově domácí Rallye Monte Carlo pětkrát (2003–2005 a 2007–2008).
Elena je prvním člověkem, který obdržel trofej Micheala Parka. Tato trofej se dává každoročně nejlepším navigátorům.

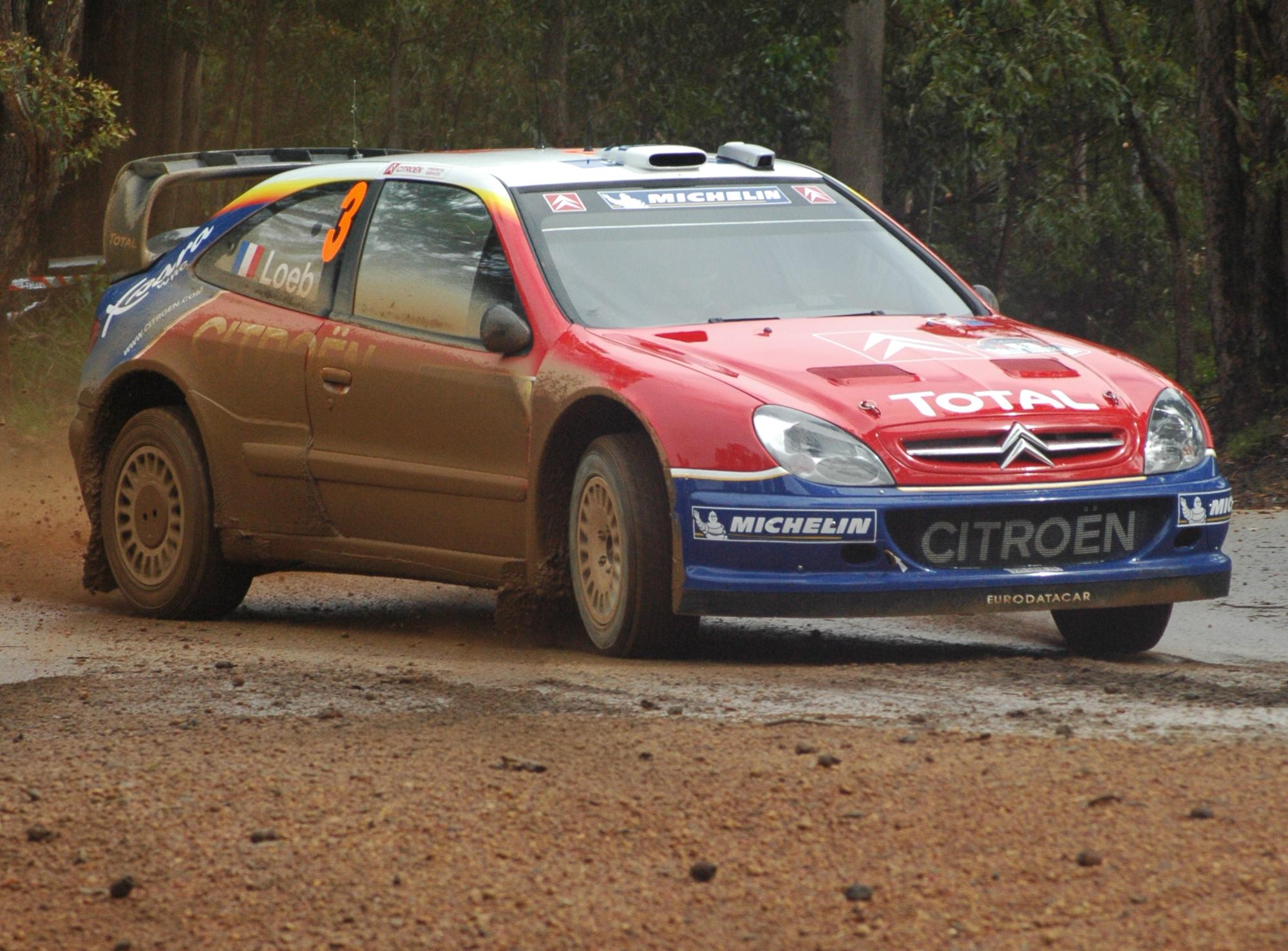
V roce 2004 v Austrálii s Xsarou WRC
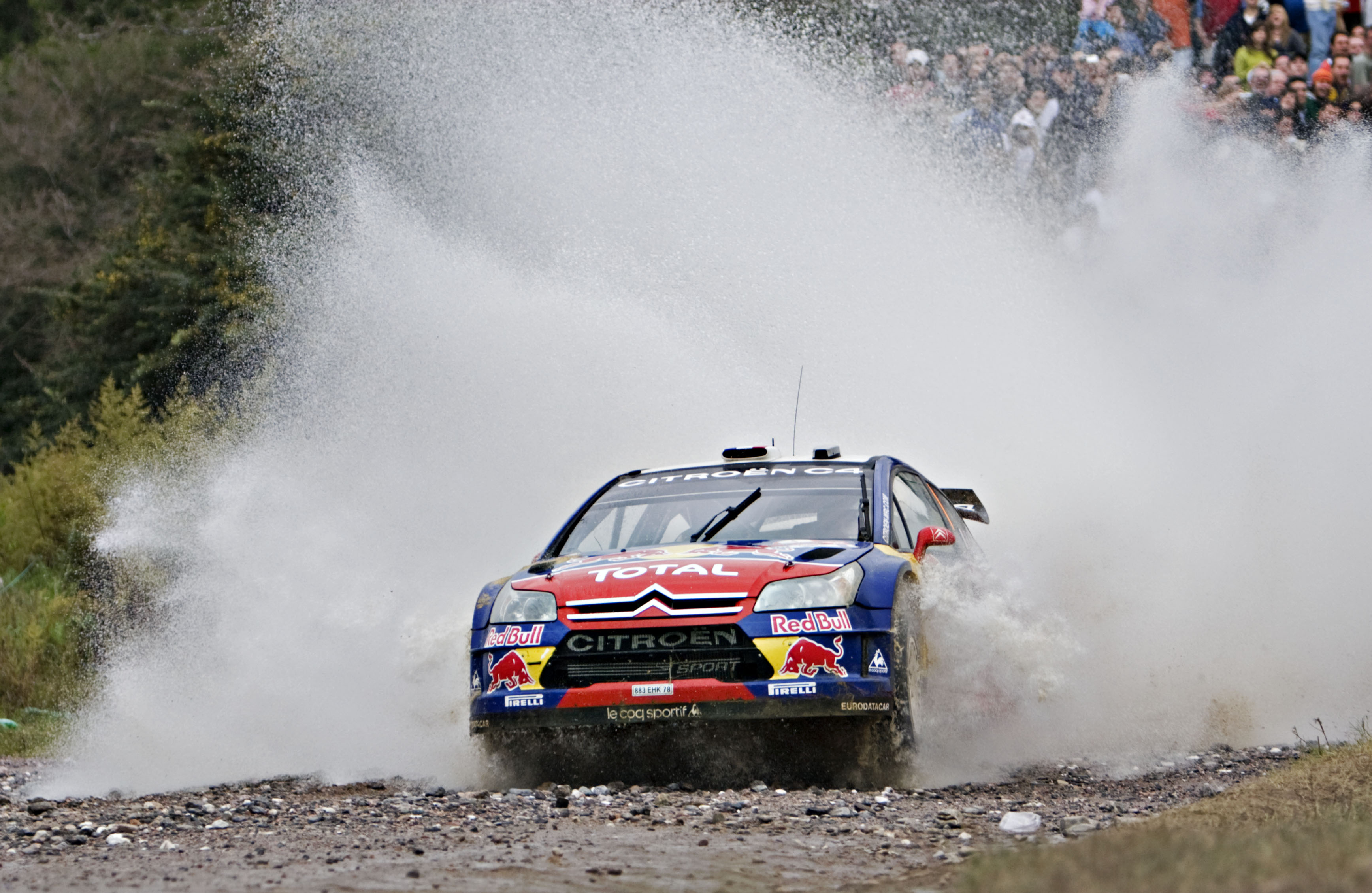
Citroën C4 WRC, Argentina 2008
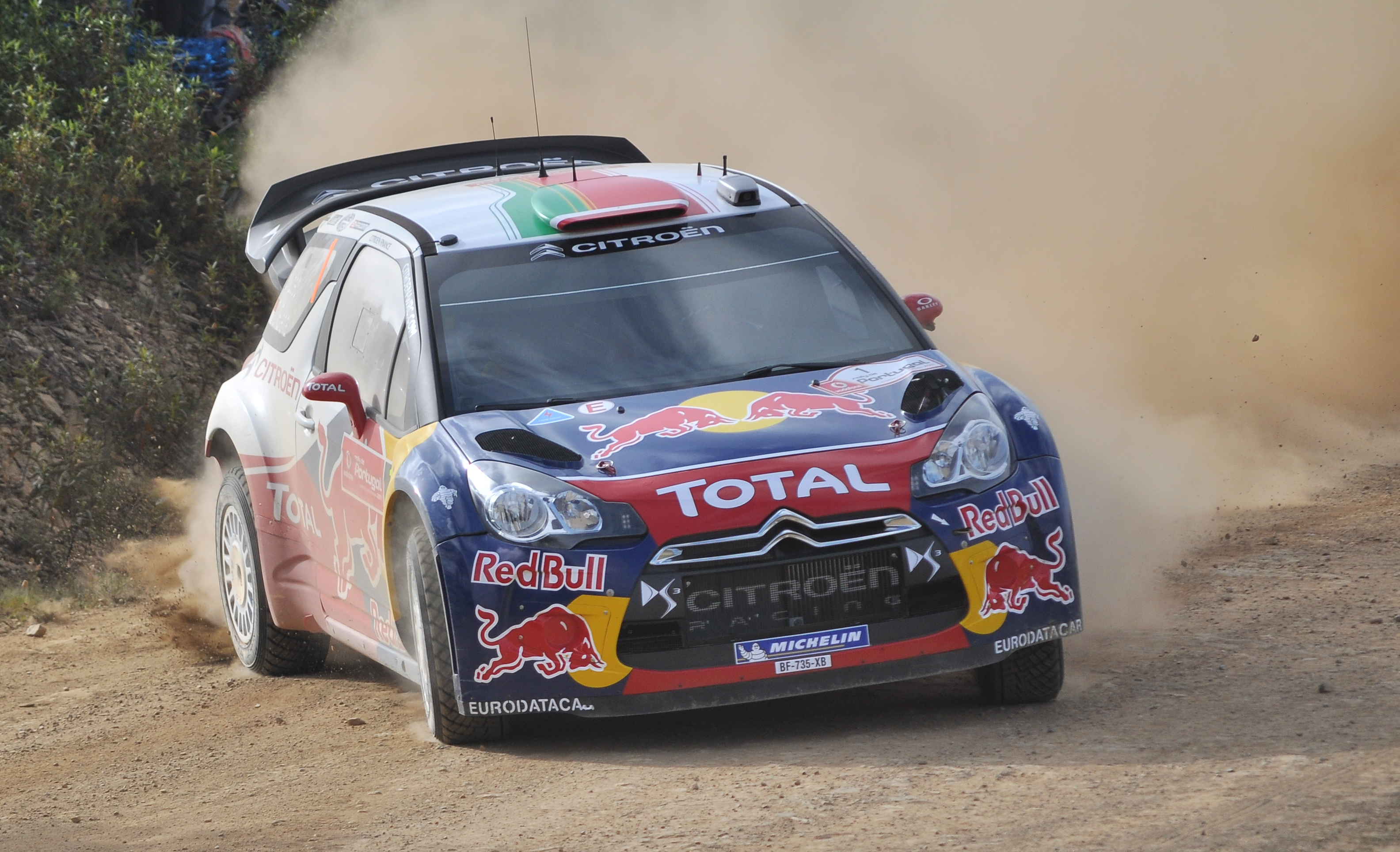
V roce 2011 v Portugalsku s Citroënem DS3 WRC
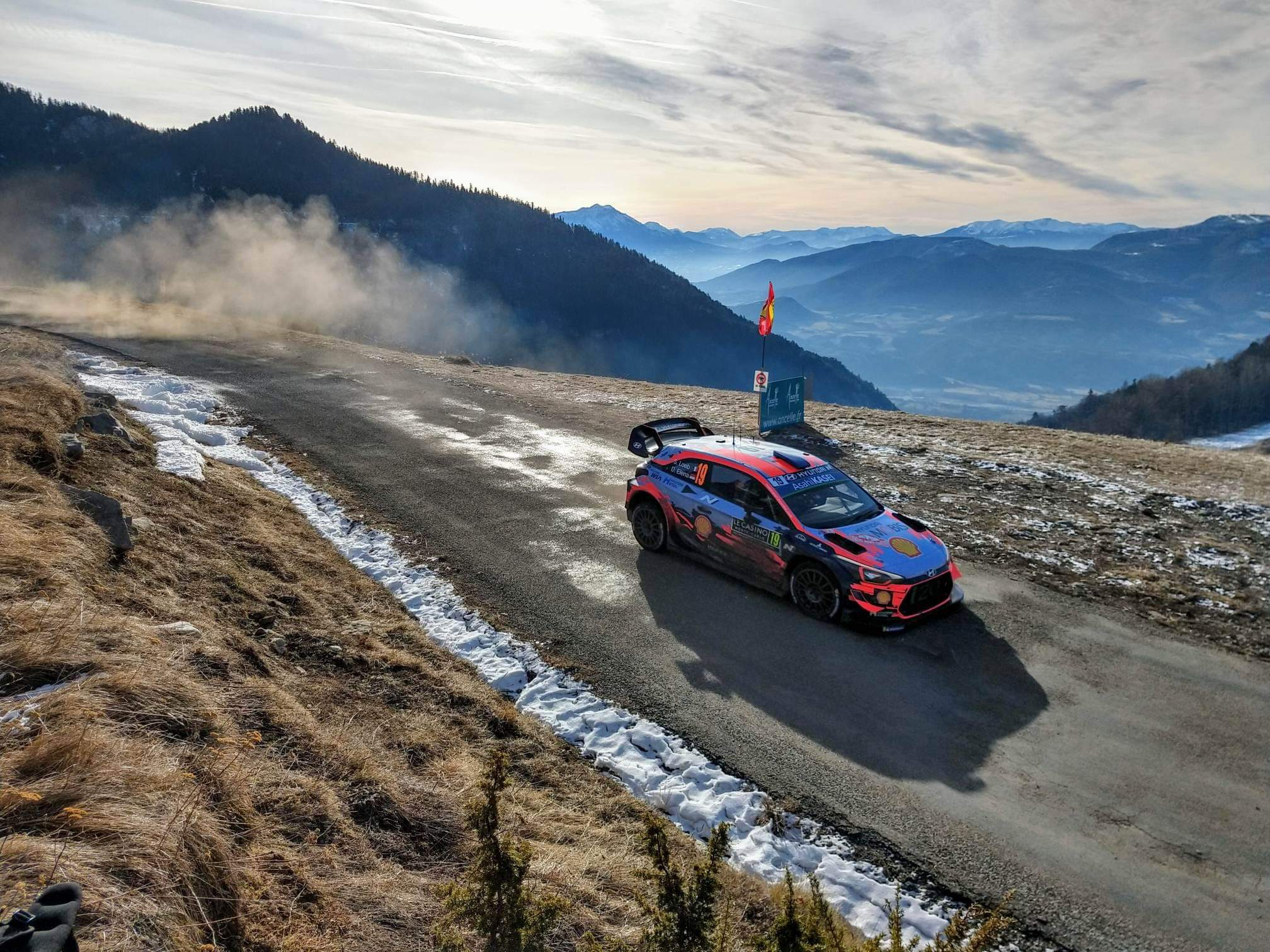
Hyundai i20 Coupe WRC, Rallye Monte Carlo 2019

## Soukromý život
Daniel Elena je ženatý a má 2 děti. S rodinou bydlí v blízkosti Lausanne, ve Švýcarsku.